# さえき
さえきは、日本のスーパーマーケットグループ。東京都の多摩地域を地盤に営業している。
展開する店舗名はフーズマーケットさえき、さえき食品館、フーズマーケットホック、セルバ、おかじまなど。
中核の持株会社である株式会社さえきセルバホールディングス（Saeki Selva Holdings Co., Ltd.）は、東京都国立市に本社を置いている。
ニチリウグループの一員である。かつてはCGCグループであった。
1979年に個人商店として創業。1986年に「株式会社さえき」を設立。2000年以降、山梨県や島根県、茨城県など複数の食品スーパーチェーンを傘下に収める。2011年に持株会社体制に移行、株式会社さえきホールディングス（Saeki Holdings）を設立。2013年にセルバと合併し、さえきセルバホールディングスと改称した。

## 沿革
- 1979年11月 東京都国立市に個人商店「国立市石田フレッシュショップさえき」を創業
- 1986年2月 東京都国立市に「株式会社さえき」を設立
- 1989年10月 東京都国立市に「さえき国立食品館」開店（スーパーマーケット1号店）
- 1996年5月 東京都立川市に「四季彩時記」（惣菜センター）を設立
- 2000年9月 山梨県の「株式会社岡島」よりスーパーマーケット部門継承のため「株式会社フレッシュパワー岡島」を設立
- 2002年3月 「株式会社フレッシュパワー岡島」を吸収合併
- 2004年12月 島根県の食品スーパーマーケット「株式会社たんぼ原徳」を100%子会社化
- 2005年5月 「株式会社たんぼ原徳」を「株式会社フーズマーケットホック」に社名変更
- 2009年8月 茨城県に100%子会社「株式会社茨城さえき」を設立
- 2009年11月 「株式会社茨城さえき」が「マル平ストア株式会社」より7店舗譲受
- 2011年3月 「株式会社山梨さえき」を設立
- 2011年3月 株式移転方式により「株式会社さえきホールディングス」設立
- 2013年5月 「株式会社セルバ」と経営統合し「株式会社さえきホールディングス」から、「株式会社さえきセルバホールディングス」に社名変更
- 2018年7月 「株式会社茨城さえき」を「株式会社さえき」に統合して「株式会社東京さえき」に社名変更、「株式会社山梨さえき」を「株式会社セルバ」に統合して「株式会社山梨さえき」に社名変更
- 2020年9月 「株式会社フーズマーケットホック」が「株式会社マルマン」を合併
- 2020年11月 「株式会社さえきセルバホールディングス」が神奈川県の食品スーパーマーケット「株式会社マルダイ」を100%子会社化
- 2021年2月 「株式会社マルダイ」を「株式会社京浜さえき」に社名変更

## 子会社
- 株式会社東京さえき
- 株式会社山梨さえき
- 株式会社フーズマーケット ホック
- 株式会社京浜さえき

## 店舗
東京都の多摩地域を地盤に、関東地方、山梨県、静岡県、鳥取県、島根県に店舗を展開する。
関東地区では「フーズマーケットさえき」「さえき食品館」、山梨・静岡地区では「セルバ」「おかじま」、山陰地区では「フーズマーケットホック」の店名で営業している。
かつては長野県にも店舗が存在したが、既に撤退している（岡谷市・イルフプラザ）。